# ピンストライプボウル
ピンストライプ・ボウルはニューヨークブロンクス区のヤンキー・スタジアムで開催されているNCAAカレッジフットボールのディビジョンI・FBSにおけるボウル・ゲームである。ニューヨーク・ヤンキースが主催し2010年から開始。現在はACCとBig Ten各カンファレンスチームが対戦している(現状は2025年までを予定)。 以前まではビッグ12カンファレンスと旧ビッグ・イースト・カンファレンスのチームが出場を得た。
ピンストライプ・ボウルの勝利チームにはヤンキースの元オーナーの名を冠したジョージ・M・スタインブレナートロフィーを、MVPにはかつてのスポンサーニューエラ・キャップ・カンパニーのチーフエグゼクティブの名を冠したデビッド・Ｃ・コッチMVPトロフィーが授与される。寒冷地と言われるアメリカ北東部で行われているボウル・ゲームはこれを含め3試合(他2つはメリーランド州アナポリスで開催のミリタリー・ボウルとヤンキースのライバルボストン・レッドソックスが主催のフェンウェイ・ボウルである)、屋外開催はアイダホ州ボイシのポテトボウルを含めた4試合と、アメリカで40以上行われるボウル・ゲームの中でも希有な存在と言えるボウル・ゲームである。もちろんアメフトの試合が野球場で行われることも稀であり、この試合と前述のフェンウェイ・ボウル、そしてアリゾナ州フェニックスのチェイス・フィールドで行われるギャランティード・レート・ボウルの3ケースのみである。

## 歴史
2009年9月30日、ヤンキー・スタジアムでの記者会見にて"ヤンキー・ボウル(後に改称)"の開催が発表された(会談にはビッグ12カンファレンスコミッショナーのダン・ビーブ/ビッグ・イースト・カンファレンスのジョン・マリナット/ニューヨーク・ヤンキースのオーナーのハル・スタインブレナー/ニューヨーク市長のマイケル・ブルームバーグが参加)。1962年マイアミ大とネブラスカ大が旧ヤンキー・スタジアムで対戦して以来のニューヨーク開催であった。当時はビッグ・イースト・カンファレンス4位チーム対ビッグ12カンファレンス7位チームの対戦で行われることが発表され、ビッグ12チームが出場資格がない場合は無所属チームのノートルダム大が代替出場となっていた。
2010年3月9日、大会の正式名称が"ピンストライプ・ボウル"になること、ニューエラが4年契約でスポンサーになったこと、ESPNが6年間大会の放映を行うことがそれぞれ決定、同年12月30日に最初の試合が行われた。旧ビッグ・イーストカンファレンスが解体し、アメリカン・アスレチック・カンファレンス(The American)となった2013年はラトガース大が出場。Big 12の7位チームはボウル・ゲーム出場資格がなかったこともありノートルダム大が代替チームとして初出場し勝利した。
2014年からはACCチームとBig Tenチームでの対戦となることが発表。同年にニューヨークの隣ニュージャージーに本拠を置くラトガース大がBig Tenに移籍し、翌年にニューヨーク州中部に本拠を置きFBSチームの中でもっともニューヨークに近い大学だったシラキュース大学がACCに移籍したことも影響としてみられる。ピンストライプボウルとACCは6年・Big Tenは8年間の提携を結び、ACCは追加としてカンファレンスの順位にかかわらず同一チームの連続出場にならないシステムを採用することとなった。2014年から19年までの成績はBig TenチームがACCに対し5勝1敗という成績であった。
2020年大会はアメリカにおける新型コロナウイルス感染症における感染拡大の影響を鑑み、開催を中止。
2022年8月16日に"バッド・ボーイ・モウアーズ"がピンストライプボウルの新スポンサーになることも発表。

## 試合結果
ランキング表示は当時のAPランキング
| 日付       | 勝利チーム                    | 勝利チーム                   | 敗戦チーム                   | 敗戦チーム                   | 来場者数                     |
| ---------- | ----------------------------- | ---------------------------- | ---------------------------- | ---------------------------- | ---------------------------- |
| 2010/12/30 | シラキュース大(Big East)      | 36                           | カンザス州立大(Big 12)       | 34                           | 38,274                       |
| 2011/12/30 | ラトガース大(Big East)        | 27                           | アイオワ州立大(Big 12)       | 13                           | 38,328                       |
| 2012/12/29 | シラキュース大                | 38                           | ウエストバージニア大(Big 12) | 14                           | 39,098                       |
| 2013/12/28 | No.25 ノートルダム大(無所属)  | 29                           | ラトガース大                 | 16                           | 47,122                       |
| 2014/12/27 | ペンシルベニア州立大(Big Ten) | 31                           | ボストン・カレッジ(ACC)      | 30 (延長)                    | 49,012                       |
| 2015/12/26 | デューク大(ACC)               | 44                           | インディアナ大(Big Ten)      | 41 (延長)                    | 37,218                       |
| 2016/12/28 | ノースウエスタン大            | 31                           | No.22 ピッツバーグ大(ACC)    | 24                           | 37,918                       |
| 2017/12/27 | アイオワ大                    | 27                           | ボストン・カレッジ           | 20                           | 37,667                       |
| 2018/12/27 | ウィスコンシン大              | 35                           | マイアミ大(ACC)              | 3                            | 37,821                       |
| 2019/12/27 | ミシガン州立大(Big Ten)       | 27                           | ウェイクフォレスト大(ACC)    | 21                           | 36,895                       |
| 2020/12/29 | コロナウイルスのため開催中止  | コロナウイルスのため開催中止 | コロナウイルスのため開催中止 | コロナウイルスのため開催中止 | コロナウイルスのため開催中止 |
| 2021/12/29 | メリーランド大                | 54                           | バージニア工科大学(ACC)      | 10                           | 29,653                       |
| 2022/12/29 | ミネソタ大                    | 28                           | シラキュース大(ACC)          | 20                           | 31,131                       |
| 2023/12/28 | ラトガース大                  | 31                           | マイアミ大                   | 24                           | 35,314                       |
| 2024/12/28 |                               |                              |                              |                              |                              |

Source:

## MVP

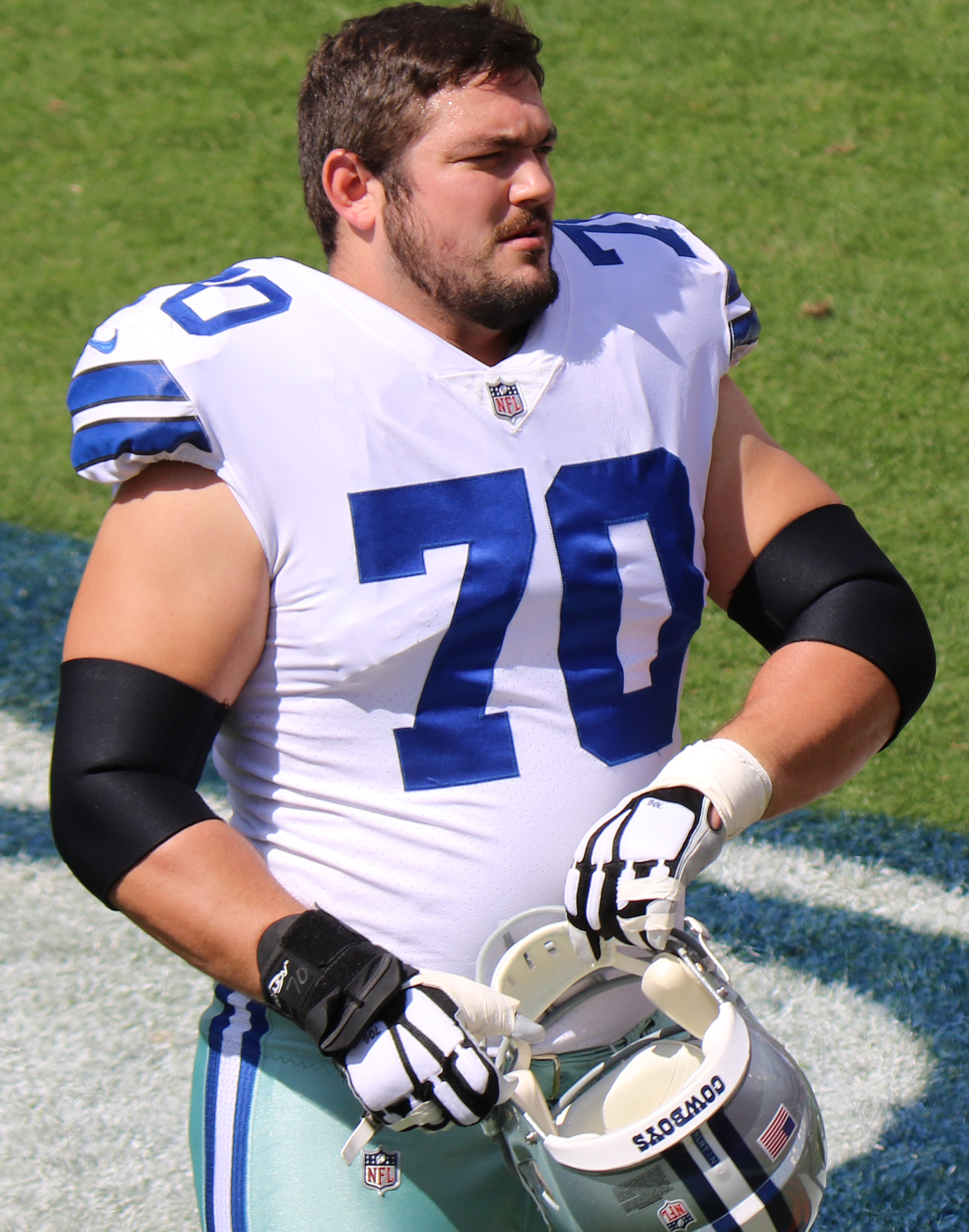
2013年MVP ザック・マーティン

ピンストライプボウルのMVPには、ニューエラ・キャップ・カンパニーの元最高責任者の名前を冠した、デービッド・C・コッホMVPトロフィーが授与される。
| 年   | MVP                            | チーム               | ポジション |
| ---- | ------------------------------ | -------------------- | ---------- |
| 2010 | デロン・カーター               | シラキュース大       | RB         |
| 2011 | ジャワン・ジェイミソン         | ラトガース大         | RB         |
| 2012 | プリンス・タイソン・ガリー     | シラキュース大       | RB         |
| 2013 | ザック・マーティン             | ノートルダム大       | OT         |
| 2014 | クリスティアン・ハッケンバーグ | ペンシルベニア州立大 | QB         |
| 2015 | トーマス・サーク               | デューク大           | QB         |
| 2015 | ショーン・ウィルソン           | デューク大           | RB         |
| 2016 | ジャスティン・ジャクソン       | ノースウエスタン大   | RB         |
| 2017 | アクラム・ワドリー             | アイオワ大           | RB         |
| 2018 | ジョナサン・テイラー           | ウィスコンシン大     | RB         |
| 2019 | ブライアン・レワーク           | ミシガン州立大       | QB         |
| 2021 | タウリア・タゴヴァイロア       | メリーランド大       | QB         |
| 2022 | コールマン・ブライソン         | ミネソタ大           | S          |
| 2023 | カイル・モナンガイ             | ラトガース大         | RB         |
| 2024 |                                |                      |            |

## チーム別出場記録
2023年大会 (13試合, トータル26チームの出場)までのデータを列記する。
| Rank | Team               | Appearances | Record |
| ---- | ------------------ | ----------- | ------ |
| 1    | シラキュース大     | 3           | 2–1    |
| 1    | ラトガース大       | 3           | 2–1    |
| 3    | マイアミ大         | 2           | 0–2    |
| 3    | ボストン・カレッジ | 2           | 0–2    |

1度のみの出場チーム
勝利(8チーム):デューク大、アイオワ大、メリーランド大、ミシガン州立大、ミネソタ大、ノースウエスタン大、ペンシルベニア州立大、ウィスコンシン大
敗戦 (7チーム):インディアナ大、アイオワ州立大、カンザス州立大、ピッツバーグ大、バージニア工科大、ウェイクフォレスト大、ウエストバージニア大無効試合(1チーム):ノートルダム大

## カンファレンス別出場記録
2023年大会までのデータをカンファレンス別でまとめる (13試合, 26チームがトータルで出場)。
| カンファレンス | Record | Record | Record | Record   | Appearances by season                          | Appearances by season                          | Appearances by season |
| カンファレンス | Games  | W      | L      | Win pct. | Won                                            | Lost                                           | Vacated               |
| -------------- | ------ | ------ | ------ | -------- | ---------------------------------------------- | ---------------------------------------------- | --------------------- |
| Big Ten        | 9      | 8      | 1      | .889     | 2014, 2016, 2017, 2018, 2019, 2021, 2022, 2023 | 2015                                           |                       |
| ACC            | 9      | 1      | 8      | .111     | 2015                                           | 2014, 2016, 2017, 2018, 2019, 2021, 2022, 2023 |                       |
| The American   | 4      | 3      | 1      | .750     | 2010,2011,2012                                 | 2013                                           |                       |
| Big 12         | 3      | 0      | 3      | .000     |                                                | 2010,2011,2012                                 |                       |
| Independents   | 1      | 0      | 0      | -        |                                                |                                                | 2013                  |

 ノートルダム大は2013シーズンに勝利したものの向こう地合となったため勝率には換算しない。
- 記録はその当時カンファレンスにいたチームのものを反映。
- 旧ビッグ・イースト所属チームはアメリカン・アスレチック・カンファレンスの記録として掲載(2010・12年のシラキュース大と2011年のラトガース大は当時ビッグ・イースト所属であるため、現在のカンファレンス編成とは違う)。
- Independentチーム:ノートルダム大 (2013)

## 試合における記録
| チーム記録                 | 記録、チーム(対戦相手)                                                                     | 年        |
| -------------------------- | ------------------------------------------------------------------------------------------ | --------- |
| 1チームの最多得点          | 54, メリーランド大(vsバージニア工科大)                                                     | 2021      |
| 敗戦チームの最多得点       | 41, インディアナ大(vs.デューク大)                                                          | 2015      |
| 両チームトータルの最多得点 | 85, デューク大vs.インディアナ大                                                            | 2015      |
| 最少失点                   | 3, ウィスコンシン大(vs.マイアミ大)                                                         | 2018      |
| 最多得失点差試合           | 44, メリーランド大(vs.バージニア工科大)                                                    | 2021      |
| トータルヤード数           | 667, デューク大vs.インディアナ大                                                           | 2015      |
| ランヤード                 | 382, デューク大(vs.インディアナ大)                                                         | 2015      |
| パスヤード                 | 389, インディアナ大(vs.デューク大)                                                         | 2015      |
| 1stダウン数                | 33,インディアナ大(vs.デューク大)                                                           | 2015      |
| 被ヤード数最少記録         | 169, ウィスコンシン大(vs.マイアミ大)                                                       | 2018      |
| 被ランヤード数最少記録     | 77, シラキュース大(vs.ミネソタ大)                                                          | 2022      |
| 被パスヤード数最少記録     | 48,ウィスコンシン大(vs.マイアミ大)                                                         | 2018      |
| Individual                 | Record, Player, Team vs. Opponent                                                          | Year      |
| All-purpose yards          |                                                                                            |           |
| タッチダウン数             | 3, 複数選手(直近達成者): ジャスティン・ジャクソン (ノースウエスタン大)                     | 2016      |
| ランヤード数               | 227, デビン・レディング (Indiana)                                                          | 2015      |
| TDラン数                   | 3, 2選手: ダニエル・トーマス(カンザス州立大) ジャスティン・ジャクソン (ノースウエスタン大) | 2010 2016 |
| パスヤード数               | 389, ネイト・サドフェルド (インディアナ大)                                                 | 2015      |
| TDパス数                   | 4, クリスティアン・ハッケンバーグ (ペンシルベニア州立大)                                   | 2014      |
| レシーブヤード数           | 172, マーカス・セールス(シラキュース大)                                                    | 2010      |
| レシーブTD数               | 3, マーカス・セールス(Syracuse)                                                            | 2010      |
| Tackles                    |                                                                                            |           |
| Sacks                      |                                                                                            |           |
| Interceptions              | 1, by several players                                                                      |           |
| 最長記録                   | Record, 記録・選手・チーム(                                                                | 年        |
| TDラン                     | 85 yds., ショーン・ウィルソン (デューク大)                                                 | 2015      |
| TDパス                     | 86 yds,チャス・ドッドからブランドン・ウィルソン (ラトガース大)                             | 2011      |
| キックオフ・リターン       | 98 yds., ショーン・ウィルソン(デューク大)                                                  | 2015      |
| パントリターン             | 92 yds., ターヒーブ・スティル (メリーランド大)                                             | 2021      |
| インターセプトリターン     | 70 yds., コールマン・ブライソン(ミネソタ大)                                                | 2022      |
| ファンブルリターン         | 11 yds., グレッグ・ローズ (メリーランド大)                                                 | 2021      |
| パント                     | 59 yds., コルトン・スパングラー (メリーランド大)                                           | 2021      |
| フィールドゴール           | 52 yds., ロス・マーティン(デューク大)                                                      | 2015      |

## メディア放送
ESPNが創設当初から放映(2015年のみABCによる放送)。